# Autostrada 9 (Izrael)
Autostrada 9 (hebr. כביש 7)  – planowana do budowy autostrada w Izraelu.
Będzie ona położona na południe od miasta Hadera i będzie łączyć: autostradę nr 6 z drogą ekspresową nr 4  (Erez-Kefar Rosz ha-Nikra) i autostradą nr 2  (Tel Awiw-Hajfa).